# Coleomyia alticola
Coleomyia alticola là một loài ruồi trong họ Asilidae. Coleomyia alticola được James miêu tả năm 1941. Loài này phân bố ở vùng Tân Bắc giới.